# Campionat mineiro

Campionat mineiro / Minas Gerais

El Campionat mineiro és la competició futbolística de l'estat de Minas Gerais. La competició és organitzada per la Federação Mineira de Futebol.

## Història
El campionat fou amateur fins a 1932 i professional a partir de 1933. Inicialment fou organitzat per la Liga Mineira de Sports Athléticos (LMSA) i des de 1916 per la Liga Mineira de Desportos Terrestres (LMDT) i era disputat per clubs de Belo Horizonte i ciutats properes, essent anomenat fins a 1957 Campeonato Citadino de Belo Horizonte. Posteriorment esdevingué Campeonato Estadual. El 1926, el Palestra Itàlia (actual Cruzeiro) va ser castigat amb sis mesos d'exclusió per haver participat en uns amistosos no autoritzats a São Paulo.  Així, es produí una escissió i es fundà l'Associação Mineira de Esportes Terrestres, que disputà el seu propi campionat guanyat per Palestra Itàlia, que no és considerat oficial. El 1931 América i Villa Nova abandonaren la LMDT i crearen l'Associação Mineira d'Esportes Geraes, que organitzà el seu propi campionat. El 1933 ambdues associacions s'uneixen creant la Federação das Associações Mineiras de Atlhetismo (FAMA) i la Liga de Amadores de Futebol (LAF), iniciant-se el professionalisme. A partir de 1939 es converteix en Federação Mineira de Futebol.

## Campions
Font:
| Temporada                                                 | Lliga                                                | Campió                                               | Finalista                                            |
| Campeonato da Cidade de Belo Horizonte - Era amateur      | Campeonato da Cidade de Belo Horizonte - Era amateur | Campeonato da Cidade de Belo Horizonte - Era amateur | Campeonato da Cidade de Belo Horizonte - Era amateur |
| --------------------------------------------------------- | ---------------------------------------------------- | ---------------------------------------------------- | ---------------------------------------------------- |
| 1915                                                      | LMSA                                                 | Atlético Mineiro (1)                                 | Yale                                                 |
| 1916                                                      | LMDT                                                 | América (1)                                          | Atlético Mineiro                                     |
| 1917                                                      | LMDT                                                 | América (2)                                          | Atlético Mineiro                                     |
| 1918                                                      | LMDT                                                 | América (3)                                          | Atlético Mineiro                                     |
| 1919                                                      | LMDT                                                 | América (4)                                          | Sete de Setembro                                     |
| 1920                                                      | LMDT                                                 | América (5)                                          | Sete de Setembro                                     |
| 1921                                                      | LMDT                                                 | América (6)                                          | Atlético Mineiro                                     |
| 1922                                                      | LMDT                                                 | América (7)                                          | Palestra Itália                                      |
| 1923                                                      | LMDT                                                 | América (8)                                          | Palestra Itália                                      |
| 1924                                                      | LMDT                                                 | América (9)                                          | Palestra Itália                                      |
| 1925                                                      | LMDT                                                 | América (10)                                         | n/a                                                  |
| 1926                                                      | LMDT                                                 | Atlético Mineiro (2)                                 | Palmeiras                                            |
| 1926                                                      | AMET                                                 | Palestra Itália (no oficial)                         | Olympic (BH)                                         |
| 1927                                                      | LMDT                                                 | Atlético Mineiro (3)                                 | América                                              |
| 1928                                                      | LMDT                                                 | Palestra Itália (1)                                  | Atlético Mineiro                                     |
| 1929                                                      | LMDT                                                 | Palestra Itália (2)                                  | Atlético Mineiro                                     |
| 1930                                                      | LMDT                                                 | Palestra Itália (3)                                  | América                                              |
| 1931                                                      | LMDT                                                 | Atlético Mineiro (4)                                 | Palestra Itália                                      |
| 1932                                                      | LMDT                                                 | Atlético Mineiro (5)                                 | Retiro Nova Lima                                     |
| 1932                                                      | AMEG                                                 | Villa Nova (1)                                       | Palestra Itália                                      |
| Campeonato da Cidade de Belo Horizonte - Era professional |                                                      |                                                      |                                                      |
| 1933                                                      | FAMA                                                 | Villa Nova (2)                                       | Tupi (estat) Palestra Itália (ciutat)                |
| 1934                                                      | FAMA                                                 | Villa Nova (3)                                       | Tupynambás (estat) Atlético Mineiro (ciutat)         |
| 1935                                                      | FAMA                                                 | Villa Nova (4)                                       | Atlético Mineiro                                     |
| 1936                                                      | FAMA                                                 | Atlético Mineiro (6)                                 | Siderúrgica                                          |
| 1937                                                      | FAMA                                                 | Siderúrgica (1)                                      | Villa Nova                                           |
| 1938                                                      | FAMA                                                 | Atlético Mineiro (7)                                 | Siderúrgica                                          |
| 1939                                                      | FMF                                                  | Atlético Mineiro (8)                                 | América                                              |
| 1940                                                      | FMF                                                  | Palestra Itália (4)                                  | Atlético Mineiro                                     |
| 1941                                                      | FMF                                                  | Atlético Mineiro (9)                                 | Siderúrgica                                          |
| 1942                                                      | FMF                                                  | Atlético Mineiro (10)                                | América                                              |
| 1943                                                      | FMF                                                  | Cruzeiro (5)                                         | Atlético Mineiro                                     |
| 1944                                                      | FMF                                                  | Cruzeiro (6)                                         | Atlético Mineiro                                     |
| 1945                                                      | FMF                                                  | Cruzeiro (7)                                         | Villa Nova                                           |
| 1946                                                      | FMF                                                  | Atlético Mineiro (11)                                | Villa Nova                                           |
| 1947                                                      | FMF                                                  | Atlético Mineiro (12)                                | Villa Nova                                           |
| 1948                                                      | FMF                                                  | América (11)                                         | Atlético Mineiro                                     |
| 1949                                                      | FMF                                                  | Atlético Mineiro (13)                                | América                                              |
| 1950                                                      | FMF                                                  | Atlético Mineiro (14)                                | Cruzeiro                                             |
| 1951                                                      | FMF                                                  | Villa Nova (5)                                       | Atlético Mineiro                                     |
| 1952                                                      | FMF                                                  | Atlético Mineiro (15)                                | Siderúrgica                                          |
| 1953                                                      | FMF                                                  | Atlético Mineiro (16)                                | Villa Nova                                           |
| 1954                                                      | FMF                                                  | Atlético Mineiro (17)                                | Cruzeiro                                             |
| 1955                                                      | FMF                                                  | Atlético Mineiro (18)                                | Democrata (SL)                                       |
| 1956                                                      | FMF                                                  | Atlético Mineiro (19) Cruzeiro (8)                   | n/a                                                  |
| 1957                                                      | FMF                                                  | América (12)                                         | Democrata (SL)                                       |
| Campeonato Mineiro - Era professional                     |                                                      |                                                      |                                                      |
| 1958                                                      | FMF                                                  | Atlético Mineiro (20)                                | América                                              |
| 1959                                                      | FMF                                                  | Cruzeiro (9)                                         | América                                              |
| 1960                                                      | FMF                                                  | Cruzeiro (10)                                        | Siderúrgica                                          |
| 1961                                                      | FMF                                                  | Cruzeiro (11)                                        | América                                              |
| 1962                                                      | FMF                                                  | Atlético Mineiro (21)                                | Cruzeiro                                             |
| 1963                                                      | FMF                                                  | Atlético Mineiro (22)                                | Democrata (SL)                                       |
| 1964                                                      | FMF                                                  | Siderúrgica (2)                                      | América                                              |
| 1965                                                      | FMF                                                  | Cruzeiro (12)                                        | Atlético Mineiro                                     |
| 1966                                                      | FMF                                                  | Cruzeiro (13)                                        | Atlético Mineiro                                     |
| 1967                                                      | FMF                                                  | Cruzeiro (14)                                        | Atlético Mineiro                                     |
| 1968                                                      | FMF                                                  | Cruzeiro (15)                                        | Atlético Mineiro                                     |
| 1969                                                      | FMF                                                  | Cruzeiro (16)                                        | Atlético Mineiro                                     |
| 1970                                                      | FMF                                                  | Atlético Mineiro (23)                                | Cruzeiro                                             |
| 1971                                                      | FMF                                                  | América (13)                                         | Cruzeiro                                             |
| 1972                                                      | FMF                                                  | Cruzeiro (17)                                        | Atlético Mineiro                                     |
| 1973                                                      | FMF                                                  | Cruzeiro (18)                                        | América                                              |
| 1974                                                      | FMF                                                  | Cruzeiro (19)                                        | Atlético Mineiro                                     |
| 1975                                                      | FMF                                                  | Cruzeiro (20)                                        | Atlético Mineiro                                     |
| 1976                                                      | FMF                                                  | Atlético Mineiro (24)                                | Cruzeiro                                             |
| 1977                                                      | FMF                                                  | Cruzeiro (21)                                        | Atlético Mineiro                                     |
| 1978                                                      | FMF                                                  | Atlético Mineiro (25)                                | Cruzeiro                                             |
| 1979                                                      | FMF                                                  | Atlético Mineiro (26)                                | Cruzeiro                                             |
| 1980                                                      | FMF                                                  | Atlético Mineiro (27)                                | Cruzeiro                                             |
| 1981                                                      | FMF                                                  | Atlético Mineiro (28)                                | Cruzeiro                                             |
| 1982                                                      | FMF                                                  | Atlético Mineiro (29)                                | Cruzeiro                                             |
| 1983                                                      | FMF                                                  | Atlético Mineiro (30)                                | Cruzeiro                                             |
| 1984                                                      | FMF                                                  | Cruzeiro (22)                                        | Atlético Mineiro                                     |
| 1985                                                      | FMF                                                  | Atlético Mineiro (31)                                | Cruzeiro                                             |
| 1986                                                      | FMF                                                  | Atlético Mineiro (32)                                | Cruzeiro                                             |
| 1987                                                      | FMF                                                  | Cruzeiro (23)                                        | Atlético Mineiro                                     |
| 1988                                                      | FMF                                                  | Atlético Mineiro (33)                                | Cruzeiro                                             |
| 1989                                                      | FMF                                                  | Atlético Mineiro (34)                                | Cruzeiro                                             |
| 1990                                                      | FMF                                                  | Cruzeiro (24)                                        | Atlético Mineiro                                     |
| 1991                                                      | FMF                                                  | Atlético Mineiro (35)                                | Democrata (GV)                                       |
| 1992                                                      | FMF                                                  | Cruzeiro (25)                                        | América                                              |
| 1993                                                      | FMF                                                  | América (14)                                         | Atlético Mineiro                                     |
| 1994                                                      | FMF                                                  | Cruzeiro (26)                                        | Atlético Mineiro                                     |
| 1995                                                      | FMF                                                  | Atlético Mineiro (36)                                | América                                              |
| 1996                                                      | FMF                                                  | Cruzeiro (27)                                        | Atlético Mineiro                                     |
| 1997                                                      | FMF                                                  | Cruzeiro (28)                                        | Villa Nova                                           |
| 1998                                                      | FMF                                                  | Cruzeiro (29)                                        | Atlético Mineiro                                     |
| 1999                                                      | FMF                                                  | Atlético Mineiro (37)                                | América                                              |
| 2000                                                      | FMF                                                  | Atlético Mineiro (38)                                | Cruzeiro                                             |
| 2001                                                      | FMF                                                  | América (15)                                         | Atlético Mineiro                                     |
| 2002                                                      | FMF                                                  | Caldense (1)                                         | Ipatinga                                             |
| 2002                                                      | SC                                                   | Cruzeiro (no oficial)                                | Caldense                                             |
| 2003                                                      | FMF                                                  | Cruzeiro (30)                                        | Atlético Mineiro                                     |
| 2004                                                      | FMF                                                  | Cruzeiro (31)                                        | Atlético Mineiro                                     |
| 2005                                                      | FMF                                                  | Ipatinga (1)                                         | Cruzeiro                                             |
| 2006                                                      | FMF                                                  | Cruzeiro (32)                                        | Ipatinga                                             |
| 2007                                                      | FMF                                                  | Atlético Mineiro (39)                                | Cruzeiro                                             |
| 2008                                                      | FMF                                                  | Cruzeiro (33)                                        | Atlético Mineiro                                     |
| 2009                                                      | FMF                                                  | Cruzeiro (34)                                        | Atlético Mineiro                                     |
| 2010                                                      | FMF                                                  | Atlético Mineiro (40)                                | Ipatinga                                             |
| 2011                                                      | FMF                                                  | Cruzeiro (35)                                        | Atlético Mineiro                                     |
| 2012                                                      | FMF                                                  | Atlético Mineiro (41)                                | América                                              |
| 2013                                                      | FMF                                                  | Atlético Mineiro (42)                                | Cruzeiro                                             |
| 2014                                                      | FMF                                                  | Cruzeiro (36)                                        | Atlético Mineiro                                     |
| 2015                                                      | FMF                                                  | Atlético Mineiro (43)                                | Caldense                                             |
| 2016                                                      | FMF                                                  | América (16)                                         | Atlético Mineiro                                     |
| 2017                                                      | FMF                                                  | Atlético Mineiro (44)                                | Cruzeiro                                             |
| 2018                                                      | FMF                                                  | Cruzeiro (37)                                        | Atlético Mineiro                                     |
| 2019                                                      | FMF                                                  | Cruzeiro (38)                                        | Atlético Mineiro                                     |
| 2020                                                      | FMF                                                  | Atlético Mineiro (45)                                | Tombense                                             |
| 2021                                                      | FMF                                                  | Atlético Mineiro (46)                                | América                                              |
| 2022                                                      | FMF                                                  | Atlético Mineiro (47)                                | Cruzeiro                                             |
| 2023                                                      | FMF                                                  | Atlético Mineiro (48)                                | América                                              |
| 2024                                                      | FMF                                                  | Atlético Mineiro (49)                                | Cruzeiro                                             |
| 2025                                                      | FMF                                                  | Atlético Mineiro (50)                                | América                                              |

1. ↑  El campionat no finalitzà. El 30-04-2012, la FMF (Federação Mineira de Futebol) homologà oficialment el títol del 1925 per l'Amèrica, però no es definiren la resta de posicions.
2. ↑  Títol compartit. La segona posició resta vacant.
3. ↑  L'any 2002 els clubs grans de Minas Gerais (América, Atlético i Cruzeiro) a més de Mamoré disputaren la copa Sul-Minas en lloc del campionat estatal, que fou guanyat per Caldense.[4] Posteriorment es disputà el Supercampionat Mineiro entre aquests quatre equips més Caldense, guanyat per Cruzeiro, però no reconegut per la FMF com a campionat estatal.[5]

## Títols per equip
- Clube Atlético Mineiro 50 títols
- Cruzeiro Esporte Clube 38 títols
- América Futebol Clube (MG) 16 títols
- Villa Nova Atlético Clube 5 títols
- Esporte Clube Siderúrgica 2 títols
- Associação Atlética Caldense 1 títol
- Ipatinga Futebol Clube 1 títol